# 尤西·哈拉阿霍
尤西·克里斯蒂安·哈拉阿霍（芬蘭語：Jussi Kristian Halla-aho；1971年4月27日—）是芬兰从政者及正统芬兰人党的前任主席。他在2011-2014年间及自2019年起为芬兰议会议员。2014至2019年间他当选为欧洲议会议员。自2009年起他一直担任赫尔辛基市议会议员。他的教育背景是语言学家和哲學博士。
哈拉阿霍以批评多元文化主義和芬兰移民政策而著称。
哈拉阿霍在2017年当选为正统芬兰人党主席之后，该党及该党的议会党团分裂。分裂出去的议员组建为“新选项”党团（后来成立为藍色未來政党），并继续保留在内阁中，而正统芬兰人党则成为议会反对党。

## 荣誉

### 外国勋章奖章
- 二等智者雅罗斯拉夫王公勋章（乌克兰，2023年9月4日公布[4]）